# Cecropia multisecta
Cecropia multisecta là loài thực vật có hoa trong họ Tầm ma. Loài này được P.Franco & C.C.Berg mô tả khoa học đầu tiên năm 2001.